# Betriebskrankenkasse für Heilberufe

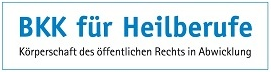
BKK für Heilberufe KöRiA Logo seit 1. Januar 2012

Die Betriebskrankenkasse für Heilberufe (BKK für Heilberufe) war eine deutsche gesetzliche Krankenversicherung aus der Gruppe der Betriebskrankenkassen. Die Krankenkasse war bundesweit geöffnet. Sie hatte ihren Sitz in Düsseldorf.
Sie wurde zum 31. Dezember 2011 durch das Bundesversicherungsamt geschlossen.

## Geschichte
1996 hatte sie 1.300 Versicherte der BKK Nordstern (Colonia-Konzern) übernommen. Ende 1996 verfügte sie über 10.500 Mitglieder. Ende 1997 gehörten der BKK für Heilberufe über 53.000 Mitglieder an, darunter 20.000 Arzthelferinnen, 14.000 Zahnarzthelferinnen und weitere 10.000 Mitglieder aus dem Apothekenbereich.
2003 gehörte der BKK rund 460.000 Versicherte an und hatte Schulden in Höhe von 200 Millionen Euro. Die beiden Vorstandsmitglieder Hansjoerg Schulten und Klaus Möller mussten das Unternehmen verlassen.
2011 scheiterte die Fusion mit der BKK vor Ort. Da die BKK für Heilberufe keinen anderen Fusionspartner finden konnte, wurde ihre Schließung durch das Bundesversicherungsamt zum 31. Dezember 2011 angeordnet.

## Beiträge
Seit 1. Januar 2009 wurden die Beitragssätze einheitlich vorgegeben.
Die BKK für Heilberufe erhob seit 1. Januar 2010 einen einkommensabhängigen Kassenindividuellen Zusatzbeitrag in Höhe von 1 % des beitragspflichtigen Einkommens, mindestens 8,00 Euro. Ab dem 1. Januar 2011 wurde der individuelle Zusatzbeitrag auf 10,00 Euro monatlich festgesetzt.

## Mitgliedschaften
Die BKK für Heilberufe hatte gemeinsam mit fünf anderen Betriebskrankenkassen die argab gegründet: die Arbeitsgruppe gegen Abrechnungsbetrug.